# Liste der Straßen und Plätze in Berlin-Wilhelmstadt

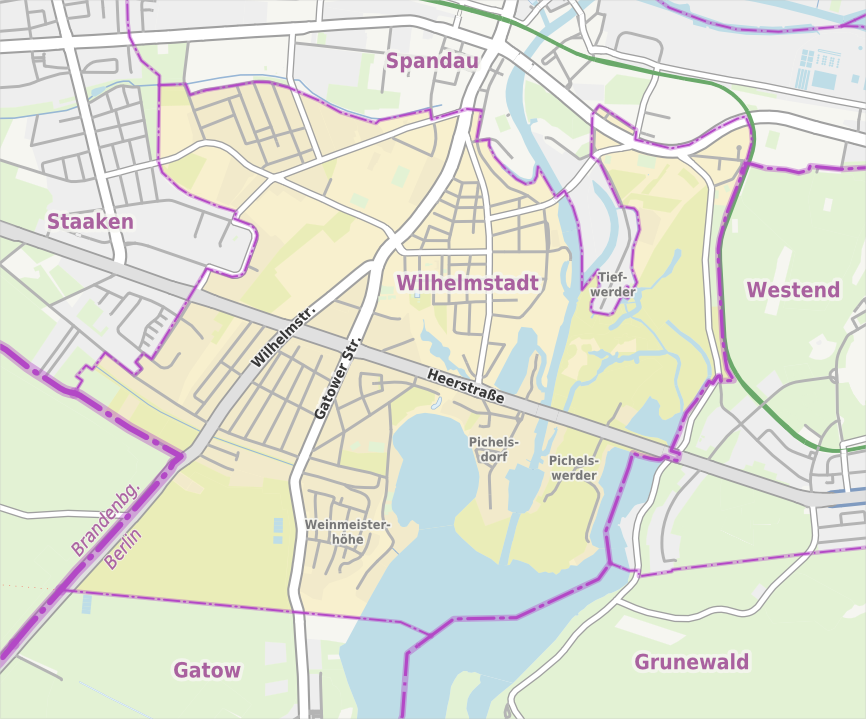
Übersichtskarte von Berlin-Wilhelmstadt

Die Liste der Straßen und Plätze in Berlin-Wilhelmstadt beschreibt das Straßensystem im Berliner Ortsteil Wilhelmstadt mit den entsprechenden historischen Bezügen. Gleichzeitig ist diese Zusammenstellung ein Teil der Listen aller Berliner Straßen und Plätze.

## Überblick
Der Ortsteil Wilhelmstadt hat 41.309 Einwohner (Stand: 31. Dezember 2023) und umfasst die Postleitzahlenbereiche 13593, 13595. Der Ortsteil wurde 1897 zum 100. Geburtstag Kaiser Wilhelms I. benannt, danach begann die intensive Bebauung der bestehenden Straßen und die Ergänzung des Straßensystems, nördlich der Heerstraße in der historischen Wilhelmstadt besteht diese aus Mietshäusern vom Beginn des 20. Jahrhunderts. In den anderen Ortslagen finden sich eher Siedlungsstraßen mit Einfamilienhäusern.

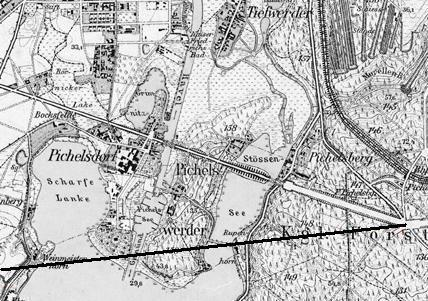
Straßensituation von Pichelswerder und Wilhelmstadt, 1901

Im Ortsteil liegen 121 gewidmete Straßen und acht benannte Plätze. Die gesamte Länge dieser Bundes-, Stadt- und Siedlungsstraßen beträgt 59,5 Kilometer, 23 Straßen gehören teilweise auch zu den Nachbarortsteilen Staaken und Spandau. Den Status einer Bundesstraße haben die Heerstraße mit der B 5 und B 2, wobei die letztere nach Süden Richtung Potsdam über die Wilhelmstraße verläuft, und folgend die Potsdamer Chaussee. Der Abschnitt der Wilhelmstraße nördlich der Heerstraße gehört zum Hauptstraßensystem wie die entlastende (weil ausgebautere) Gatower Straße. Als Haupt- und Geschäftsstraße von Wilhelmstadt dient ebenfalls die Pichelsdorfer Straße zwischen Heerstraße und Wilhelmstraße. Letztere ist dann über die Spandauer Klosterstraße mit dem Straßenzug Ruhlebener Straße und Charlottenburger Chaussee verbunden, der westlich über den Brunsbütteler Damm wieder zur Heerstraße und dann nach Brandenburg und zur Bundesautobahn 10 führt. Östlich führt der sechsspurig ausgebaute Zug nach Charlottenburg und zur Bundesautobahn 100, wobei er teilweise durch den Ortsteil führt. Hinzu gehört der Straßenzug Weißenburger Straße, Götel- und Schulenburgstraße zwischen Pichelsdorfer und Ruhlebener Straße. Nach Westen zum Nachbarortsteil Staaken führt der Zug Schmidt-Knobelsdorf-, Lutoner Straße von der Wilhelmstraße. Dieser Straßenzug ist über die Seeburger Straße am Nordende der Wilhelmstraße mit der Spandauer Klosterstraße und dem Altstädter Ring im zentralen Teil des Bezirks Spandau verbunden.

## Übersicht der Straßen und Plätze
Die nachfolgende Tabelle gibt eine Übersicht über die vorhandenen Straßen und Plätze im Ortsteil sowie einige dazugehörige Informationen.
- Name/Lage: aktuelle Bezeichnung der Straße oder des Platzes. Über den Link Lage kann die Straße oder der Platz auf verschiedenen Kartendiensten angezeigt werden. Die Geoposition gibt die Lage der ungefähren Mitte der Straßenlänge an.
- Im amtlichen Straßenverzeichnis nicht aufgeführte Verkehrswege sind mit * gekennzeichnet.
- Ehemalige oder nicht mehr gültige Straßennamen sind kursiv gesetzt. Für bedeutende ehemalige Straßen oder historische Straßennamen ist gegebenenfalls eine gesonderte Liste vorhanden.
- Länge/Maße in Metern:
Die in der Übersicht enthaltenen Längenangaben sind  gerundete Übersichtswerte, die in Google Earth mit dem dortigen Maßstab ermittelt wurden. Sie dienen Vergleichszwecken und werden, sofern amtliche Werte bekannt sind, ausgetauscht und gesondert gekennzeichnet.
Bei Plätzen sind die Maße in der Form a × b für rechteckige Anlagen und für (ungefähr) dreieckige Anlagen als a × b × c mit a als längster Seite angegeben.
Sofern die Straße auch in benachbarte Ortsteile weiterführt, gibt der Zusatz ‚im Ortsteil‘ an, wie lang der Straßenabschnitt innerhalb des Ortsteils dieses Artikels ist.
- Namensherkunft: Ursprung oder Bezug des Namens.
- Anmerkungen: weitere Informationen über anliegende Baudenkmale oder Institutionen, die Geschichte der Straße und historische Bezeichnungen.
- Bild: Foto der Straße oder eines anliegenden Objektes.

| Name/Lage                         | Länge/Maße (in Metern)     | Namensherkunft | Datum der Benennung | Anmerkungen | Bild                                                                                      |
| --------------------------------- | -------------------------- | --- | ------------------- | --- | ----------------------------------------------------------------------------------------- |
| Adamstraße (Lage)                 | 0610                       | Johann George Adam Betcke (1825–1912), Bäckermeister und Spandauer Kommunalpolitiker                                                                         | 1874                | Die um 1870 im Gebiet Wilhelmstadt neu angelegte Straße l erhielt 1874 den Namen Adamstraße, nach dem Vornamen des Stadtsyndikus Adam Betcke. Am 20. November 1914 beschloss der Spandauer Magistrat den im Jahr 1897 angelegten östlichen Abschnitt als Betckestraße herauszulösen. Betcke war von 1854 bis 1882 Stadtsyndikus in Spandau und von 1883 bis 1885 Bürgermeister. | Adamstraße · Adamstraße 28                                                                |
| Alfred-Balen-Weg (Lage)           | 0180                       | Alfred Balen (1930–1986), jugoslawischer Wasserballtrainer in Spandau                                                                                        | 19. Sep. 2006       | Der Fußweg zwischen Wever- und Gatower Straße wurde zur Ehrung des seit Ende der 1960er Jahre bei den Wasserfreunden Spandau tätigen Trainers benannt, da er die Rolle Berlins im deutschen Wasserballsport voranbrachte. | Alfred-Balen-Weg                                                                          |
| Alt-Pichelsdorf (Lage)            | 0410                       | das hier liegende Dorf wurde zur Spandauer Ortslage Pichelsdorf                                                                                              | 25. Aug. 1939       | 1939 wurde, wie auch andernorts in Groß-Berlin, die Dorfstraße unter Vorsatz des Präfix „Alt-“ zur 1920 eingemeindeten Umgebungsgemeinde umbenannt, dabei wurde der südlich der Heerstraße liegende Teil der Pichelsdorfer Straße einbezogen. So liegt die Straße zwischen Heerstraße/Mahnkopfweg und Heer-/Pichelsdorfer Straße. | Alt-Pichelsdorf                                                                           |
| Am Omnibushof (Lage)              | 0230                       | der Autobusbetriebshof wurde 1967 fertiggestellt | 1. Aug. 1966        | Zwischen Wilhelm- und Gatower Straße wurde die Straße zusammen mit dem neuen Autobusbetriebshof der BVG auf ehemaligem Kleingartengelände nördlich der Heerstraße neu angelegt. | Am Omnibushof                                                                             |
| Am Pichelssee (Lage)              | 0750                       | Pichelssee, anliegende Verbreiterung der Havel | 26. Jan. 1925       | Auf der Trasse der Straße 1 des Bebauungsplans wurde die von Alt-Pichelsdorf nach Süden auf die Halbinsel führende Straße nach dem ostwärts anliegenden Flussabschnitt benannt. Nichtamtlich als Schloßstraße geführt wegen des Zugangs zum „Schloßpark“ am Südende der Halbinsel. | Am Pichelssee                                                                             |
| Am Südpark (Lage)                 | 0150                       | Südpark, 1919–1924 gestaltete Parkanlage im Gebiet der Börnicker Lake.                                                                                       | 1921                | Die Straße liegt zwischen Weverstraße und Jordanstraße im inneren Gebiet der Wilhelmstadt. Am 17. Oktober 1959 wurde der südliche Straßenabschnitt der durch die Gartenkolonie „Kietzer Feld“ abgeteilt wurde als gesonderte Straße Plathweg herausgelöst. | Am Südpark                                                                                |
| Amalienhofstraße (Lage)           | 0380                       | nach dem hiesigen Gutshof Amalienhof | 1878                | Die Straße liegt zwischen Päwesiner Weg und Lutoner Straße und wurde 1876 im Spandauer Gebiet Klosterfelde angelegt. |                                                                                           |
| An der Karolinenhöhe (Lage)       | 0190 (im Ortsteil)         | Karolinenhöhe, ein südlich der Straße gelegener 52 Meter hoher Berg                                                                                          | 14. Juni 1988       | Dieser gepflasterte verkehrsberuhigte Bereich liegt zwischen Weinmeisterhornweg und Gruberzeile. Das Straßenland mit den östlichen Grundstücken gehört zum Ortsteil und bildet am Westrand die Grenze zu Staaken. Die Straße wurde zur weiteren Erschließung des Baugeländes südlich der Heerstraße angelegt. |                                                                                           |
| Baumertweg (Lage)                 | 0180                       | Georg Ferdinand Baumert (1854–1930), Jurist, Kommunalpolitiker.                                                                                              | 22. Okt. 1956       | Die zwischen Grimnitz- und Jordanstraße liegende Straße war im Bebauungsplan als Straße 101 projektiert. |                                                                                           |
| Baumgartensteg (Lage)             | 0070                       | Baumgarten, Hauptmann einer preußischen Haubitzenbatterie 1813                                                                                               | 16. Okt. 1910       | Die kurze Wohnstraße mit guter Altbausubstanz liegt zwischen Ruhlebener und Heidereuterstraße. Bombardier Schultze von Baumgartens Haubitzen gelang es durch einen Fernschuss über nahezu 1300 Meter, etwa vom Ort der heutigen Straße, das Pulvermagazin der Zitadelle zu treffen und die diese besetzenden Franzosen zur Kapitulation der Festung Spandau zu bewegen. |                                                                                           |
| Betckestraße (Lage)               | 0550                       | Johann George Adam Betcke (1825–1912), Bäckermeister und Spandauer Kommunalpolitiker                                                                         | 20. Nov. 1914       | Die Straße setzt die Adamstraße ostwärts zwischen Pichelsdorfer Straße und Havel fort. Die Adamstraße verlief zunächst in der gesamten Länge quer durch die Wilhelmstadt, wurde aber 1914 geteilt, wobei der östlich der Pichelsdorfer Straße liegende Abschnitt nach dem Familiennamen des vormaligen Bürgermeisters benannt wurde. Der westliche Teil, die Adamstraße bezieht sich auf den Vornamen des ehemaligen Bürgermeisters. Die beiden Wohnanlagen Betckestraße 5 und Betckestraße 22–33 sind gelistete Baudenkmale. Am Havelufer befindet sich die Feuerwache Spandau-Süd. | Betckestraße 5 · Betckestraße 27 · Betckestraße Feuerwache Spandau                        |
| Beyerstraße (Lage)                | 0240                       | August Beyer (1834–1899), Königlicher Bauinspektor, 1874 und 1875 in Spandau am Bau der neuen Arbeitersiedlung beteiligt.                                    | 1878                | Die Straße zwischen Földerich- und Pichelsdorfer Straße wurde hier 1873 als Erschließungsstraße für eine neue Arbeitersiedlung der Spandauer Geschützgießerei angelegt. Beyer war 1874 und 1875 am Bau der neuen Arbeitersiedlung beteiligt. 1967 wurden diese Häuser abgerissen und durch neue Bauten ersetzt. | Beyerstraße                                                                               |
| Blakenheideweg (Lage)             | 0240                       | Blakenheide, alte Flurbezeichnung westlich der Spandauer Wilhelmstraße                                                                                       | 13. Mai 1929        | Die Straße zwischen Gatower Straße und Warägerweg ist mit ersterer nur über einen Fußweg verbunden und hat einen Wendeplatz an den Grundstücken 11 und 14/14a. Die Straße liegt auf der Weinbergshöhe, sie lag nahe der ursprünglich andersgelegenen Stadtgrenze und wurde deshalb von Anwohnern Grenzweg genannt. |                                                                                           |
| Blasewitzer Ring (Lage)           | 0640 (im Ortsteil)         | Blasewitz, östlicher Vorort der sächsischen Hauptstadt Dresden                                                                                               | 1. Apr. 1972        | Der Blasewitzer Ring zwischen Sandstraße und Seeburger Weg bildet die am östlichen Straßenrand liegende Ortsteilgrenze zu Staaken. Die hiesigen Straßen wurden nach Dresdener Vororten und Ortsteilen benannt. Auf dem Dach eines zwölfgeschossigen Wohnhauses in dieser Straße ließ die Gewobag im Jahr 2016 ein neuartiges Öko-Kraftwerk installieren: die Entwickler nennen es „Windrail“. Das ist eine Kombination aus Windrädern und Solarmodulen, das rund 95.000 Kilowattstunden Strom liefern soll, darüber hinaus werden CO2-Emissionen reduziert. |                                                                                           |
| Bocksfeldplatz (Lage)             | 0110 × 40                  | Johann Abraham Bocksfeld († 1852), Spandauer Kommunalpolitiker                                                                                               | 13. Mai 1929        | Der zuvor namenlose Platz wurde 1929 an der einlaufenden Bocksfeldstraße nach der eingebürgerten Bezeichnung des Gebietes benannt. Der Platz bindet an die Bocksfeldstraße und liegt am Enger Steig zwischen Bollmannweg und Fröhnerstraße, die Grundstücke 1–7 und 11–20 liegen am Platz und die Grundstücke 8–10 sind etwas westwärts abgesetzt im Siedlungsgebiet. | Bocksfeldplatz                                                                            |
| Bocksfeldstraße (Lage)            | 0810                       | Johann Abraham Bocksfeld († 1852), Spandauer Kommunalpolitiker                                                                                               | 26. Jan. 1925       | Die Straße liegt zwischen Alt-Pichelsdorf und Enger Steig. Sie ist östlich der Jaczostraße als Sackgasse und weiter als Fuß- und Radweg im Verlauf unterbrochen. Im Westen führt sie als Sackgasse auf den Bocksfeldplatz. Bocksfeld besaß hier ein Grundstück mit Ziegelei und Kalkbrennerei, sodass die Gegend nach ihm benannt wurde. Die nördlich der Scharfen Lanke liegende Straßenzug erhielt auf Beschluss des Bezirksamtes Spandau 1925 zwischen der Jaczostraße und Alt-Pichelsdorf den Namen Bocksfeldstraße. 1926/1927 wurde westlich eine Verlängerung in die „Polizeisiedlung“ angelegt und am 3. Oktober 1928 einbezogen. | Bocksfeldstraße                                                                           |
| Bollmannweg (Lage)                | 0130                       | Carl Bollmann (1833–1891), Spandauer Kommunalpolitiker, wurde 1871 erster Oberbürgermeister von Bochum                                                       | 3. Okt. 1928        | Die kurze Straße zwischen Enger Steig und Roedeliusweg als Straße 41a projektiert, wurde 1928 nach dem Spandauer Bürgermeister Bollmann (1869–1872) benannt. | Bollmannweg                                                                               |
| Börnicker Straße (Lage)           | 0210                       | Börnicke, sumpfiges Wiesenland um das Gewässer Börnicker Lake nördlich der Heerstraße                                                                        | 1878                | Die Straße geht nordostwärts von Heerstraße 270 als Sackgasse zur Kolonie Südpark. Die Straße wurde 1874 in der Potsdamer Vorstadt (seit 1897: Wilhelmstadt) angelegt und 1878 benannt. |                                                                                           |
| Brandensteinweg (Lage)            | 0520                       | Hans von Brandenstein (1849–1938), Politiker, preußischer Landtagsabgeordneter                                                                               | 8. Feb. 1958        | Die von der Heerstraße 184–186 abgehende Straße auf der Halbinsel Pichelswerder wurde neu angelegt. Die Ehrung von Brandenstein mit einem Straßennamen beruht auf seinem Einsatz gegen spekulative Waldverkäufe durch den Fiskus 1910, wodurch der Wald auf dem Pichelswerder erhalten geblieben ist. |                                                                                           |
| Brüderstraße (Lage)               | 0610                       | Brüder und Grundbesitzer Friedrich Wilhelm Reinicke († 1863) und Otto Reinicke (19. Jhd.).                                                                   | 1894                | Die Brüderstraße liegt zwischen Wilhelm- und Krowelstraße führt über den Grundbesitz der Brüder Reinicke, den sie im 19. Jahrhundert im Gebiet der Wilhelmstadt in Spandau hatten. Friedrich Wilhelm Reinicke rief durch sein Testament die Reinickesche Armenstiftung ins Leben. Bei der im Gebiet der Wilhelmstadt Ende des 19. Jahrhunderts einsetzenden Bebauung der Liegenschaften zwischen der Pichelsdorfer und der Wilhelmstraße wurde die Straße projektiert und 1894 benannt. Die auf dem Gebiet zwischen Pichelsdorfer und Krowelstraße angelegte Erschließungsstraße wurde 1902 als östliche Verlängerung einbezogen. | Brüderstraße                                                                              |
| Carlo-Schmid-Platz (Lage)         | 0200 × 70 (unregelmäßig)   | Carlo Schmid (1896–1979), Politiker, Staatsrechtler und Widerstandskämpfer gegen das NS-Regime                                                               | 1. Okt. 2002        | Der Platz liegt an der Lutoner Straße und wird ostwärts von Ulriken- und Amalienhofstraße begrenzt. Es ist eine Rasenfläche von Bäumen umstanden. |                                                                                           |
| Charlottenburger Chaussee (Lage)  | 0490 (im Ortsteil)         | Charlottenburg, Ortsteil von Berlin, damals eigenständige Stadt                                                                                              | 1882                | Die Straße liegt zwischen Teltower Straße und der Bahnbrücke im Ortsteil und setzt sich nach Osten in Spandau fort und auch die Grundstücke an der Straßennordseite liegen außerhalb, im Nachbarortsteil geht sie in den Spandauer Damm über. Im Jahre 1822 wurde die Chaussee zur benachbarten Stadt Charlottenburg über den Spandauer Berg fertiggestellt und zunächst als Berliner Chaussee benannt. |                                                                                           |
| Daberkowstraße (Lage)             | 0280                       | Christian Daberkow († nach Juli 1821), Spandauer Kommunalpolitiker                                                                                           | 11. Okt. 1955       | Die Straße liegt zwischen Wilhelmstraße und Stritteweg, über den sie als Sackgasse weiterführt. Die Straße 470 wurde bereits in den 1930er Jahren mit Siedlungshäusern bebaut aber erhielt erst 1955 einen Namen. |                                                                                           |
| Dorfstraße (Lage)                 | 0020 (im Ortsteil)         | zentrale Straße des vormaligen Dorfs | bis 1903            | Die Dorfstraße liegt im Ortsteil zwischen Tiefwerderbrücke und der Zufahrtsstraße östlich vom Großen Jürgengraben. Der größte Teil der Straße verläuft nach Süden in den Nachbarortsteil Spandau. Es war die durch das Dorf Tiefwerder führende Hauptstraße, die in der ersten Hälfte des 19. Jahrhunderts mit dem Dorf angelegt wurde, der Name Dorfstraße ist erst seit 1903 ausgewiesen, könnte aber älter sein. | Berlin-Wilhelmstadt Dorfstraße 27 · Dorfstraße 30                                         |
| Ebersdorfer Platz (Lage)          | 0100 × 10 gefüllte Straße  | Ebersdorf liegt westlich der Bleilochtalsperre in der Nähe von Saalburg und wurde ein Ortsteil der Stadt Saalburg-Ebersdorf im Saale-Orla-Kreis in Thüringen | 30. Okt. 1936       | Der Platz liegt mit den Grundstücken 1–7 (ungerade) und 4 und 6 (gerade) zwischen Ulriken- und Gehlberger Straße und nördlich der Ebersdorfer Straße. Das Gebiet ist seit 1933 besiedelt, der bis dahin namenlose Platz wurde 1936 benannt. |                                                                                           |
| Ebersdorfer Straße (Lage)         | 0290                       | Ebersdorf ist ein Ortsteil der Stadt Saalburg-Ebersdorf im Saale-Orla-Kreis in Thüringen.                                                                    | 30. Okt. 1936       | Die Straße 29 war 1913 vor dem Ersten Weltkrieg im Bebauungsplan unter dem Namen Lübecker Straße im Gebiet Klosterfelde vorgesehen, doch die Besiedlung setzte erst 1933 ein, die Straße zwischen Päwesiner und Hettnerweg wurde 1936 umbenannt, um Mehrfachbenennungen von Berliner Straßen durch die Bildung von Groß-Berlin zu reduzieren. |                                                                                           |
| Egelpfuhlstraße (Lage)            | 0400                       | Egelpfuhl, alte Flurbezeichnung in Klosterfelde | ca. um 1900         | Die Egelpfuhlstraße liegt zwischen Südufer des Bullengrabens und der Lutonerstraße im Ortsteil und setzt sich nach Norden in Spandau fort, das östlich anschließende Gebiet des Bullengrabengrünzuges bis zur Lazarusstraße liegt ebenfalls in Spandau. Der Egelpfuhlweg als unbefestigter Sandweg wurde im nördlichen Abschnitt um 1900 in Egelpfuhlstraße umbenannt. Der Ausbau der Straße setzte jedoch nach 1970 ein. Die westliche Seite der Straße ist weitgehend unbebaut. Es gibt die Kleingartenanlage Ernst Ludwig Heim und weitere Grünflächen. Auf der östlichen Seite liegt am nördlichen Ende etwas Gewerbe, anschließend folgen Einfamilienhäuser. |                                                                                           |
| Elsgrabenweg (Lage)               | 0270                       | Elsgraben, ehemaliger Kanal zwischen Spree und Faulem See | 9. Sep. 1931        | Der Elsgraben floss seit der ersten Hälfte des 19. Jahrhunderts neben der alten Teltower Landstraße. Ab 1930 wurde mit Wohnhäusern bebaut und 1931 erfolgte die Benennung der Teltower Landstraße verlängert durch die im Bebauungsplan projektierte Straße 4. Die Straße liegt zwischen Ruhlebener und Teltower Straße. |                                                                                           |
| Enger Steig (Lage)                | 0250                       | Fußweg mit durch die Bebauung bedingter geringer Breite | 13. Mai 1929        | Diese Straße liegt zwischen Jaczo- und Heerstraße ist aber nur am Bocksfeldplatz entlang eine Fahrstraße, an beiden Ende ein zwei Meter breiter Fußweg, der durch die Bebauung als Tordurchgang hindurch führt. | Enger Steig                                                                               |
| Fahremundstraße (Lage)            | 0710                       | Fahremund, alte Spandauer Weinbauerfamilie | 13. Mai 1929        | Die nach 1920 angelegte Straße nach Bebauungsplan Straße 63 erhielt wie umliegende Straßen 1929 den Namen mit Bezug zum hiesigen Weinanbau bis 1740. Am 5. August 1971 wurde ein Abschnitt der Straße 467 vom bisherigen südlichen Ende zum Steinmeisterweg hinzu. Die Straße liegt zwischen Steinmeisterweg und Heerstraße. |                                                                                           |
| Falstaffweg (Lage)                | 0690                       | Sir John Falstaff, Wein-Zecher aus Shakespeares Komödie „Die lustigen Weiber von Windsor“                                                                    | 10. Juli 1933       | Die Straße zwischen Weinmeisterhornweg und über die Pfälzische Straße als Sackgasse weiterführend hieß vorher Straße 43. Der Name steht im Zusammenhang mit dem hier im Gebiet bis 1740 betriebenen Weinanbau. | Haus Meyer-Belitz von Werner Düttmann                                                     |
| Földerichplatz (Lage)             | 0180 × 40 (Schulvorplatz)  | Christoph Földerich († um 1630), Kaufmann und Mäzen, Platz nach der Straße benannt                                                                           | 13. Mai 1929        | Der Platz J erhielt nach der vorbeiführenden Földerichstraße den Namen. Er liegt zwischen Adam- und Weverstraße. Hier befindet sich die Christoph-Földerich-Grundschule. | Wilhelmstadt Földerichplatz · Wilhelmstadt Földerichplatz, Christph-Földerich-Grundschule |
| Földerichstraße (Lage)            | 0780                       | Christoph Földerich († um 1630), Kaufmann, Ratsherr in Berlin, 1628 Stifter für unentgeltlichen Unterricht Spandauer Schüler                                 | 1878                | Die Straße bestand zuerst aus dem jetzigen südlichen Abschnitt zwischen Jordan- und Adamstraße. Mit der Bebauung der nördlichen Wilhelmstadt ab 1900 wurde der nördliche Teil bis zur Metzer Straße neu angelegt und in die Földerichstraße einbezogen. | Földerichstraße                                                                           |
| Folkungerstraße (Lage)            | 0560                       | Folkunger, mittelalterliches schwedisches Herrschergeschlecht                                                                                                | 10. Juli 1933       | Die schon einige Jahre existierende Straße 116 zwischen Weinmeisterhornweg und Pfälzische Straße wurde um 1930 bebaut und 1933 benannt. |                                                                                           |
| Franzstraße (Lage)                | 0370                       | Franz Bäthge (19. Jh.), Maurermeister, Grundbesitzer | 1895                | Die Straße zwischen Pichelsdorfer und Götelstraße wurde nach der Parzellierung von Grundstücken Bäthge als neue Straßen angelegt. | Berlin-Wilhelmstadt Franzstraße                                                           |
| Fröhnerstraße (Lage)              | 0310                       | Johann Ferdinand Fröhner (1792–1859), 1821–1839 Bürgermeister in Spandau                                                                                     | 3. Okt. 1928        | Die Bebauung begann hier 1925 an der Straße 60a nach Bebauungsplan. Die Straße liegt zwischen Bocksfeldplatz und Sandheideweg. | Fröhnerstraße                                                                             |
| Gatower Straße (Lage)             | 2290                       | Gatow, südlich benachbarter Ortsteil im Bezirk Spandau | bis 1878            | Die Straße zwischen der Wilhelmstraße und Alt-Gatow über die Heerstraße hinweg liegt in der Trasse des alten Weges von Spandau zur Gemeinde Gatow. Als amtliche Bezeichnung ist der Name erstmals 1878 belegt. Am 8. Mai 1935 kam der nördliche Abschnitt der bisherigen Gatower Chaussee zur Gatower Straße. | Gatower Straße 7                                                                          |
| Gehlberger Straße (Lage)          | 0460                       | Gehlberg, Gemeinde bei Gräfenroda in Thüringen | 22. Aug. 1936       | Die Straße wurde 1933 als Straße 515 angelegt. 1936 wurde die Straße zwischen Lazarus- und als Sackgasse über Ebersdorfer Straße führende Straße benannt. |                                                                                           |
| Genfenbergstraße (Lage)           | 0230                       | Johannes Genfenberg, im 14. Jahrhundert Rektor und Lehrer an der Spandauer Stadtschule (Urkunde von 1330)                                                    | 13. Mai 1929        | Sie liegt zwischen Pichelsdorfer bis Götelstraße am Nordufer des Grimnitzsee. Die nach Bebauungsplan angelegte Straße 102 wurde vor 1929 zunächst Birkenwäldchen, auch Am Birkenwäldchen genannt, bevor sie 1929 ihren noch gültigen amtlichen Namen erhielt. |                                                                                           |
| Götelstraße (Lage)                | 0760                       | hier gelegene Götelwiesen und Götelfeld | bis 1879            | Die zwischen Genfenberg- und Weißenburger Straße / Schulenburgbrücke liegende Straße folgt der Trasse des alten in einigen Windungen vom westlichen Ufer des Grimnitzsees bis zum Spandauer Burgwall führenden Weges. Die amtliche Bezeichnung Goetelstraße (später: Götelstraße) wurde zum ersten Mal 1879 belegt. Am 20. Mai 1937 wurde der Straßenabschnitt nördlich der Schulenburgstraße in Krowelstraße umbenannt. Am 1. April 1972 wurde der südliche Abschnitt durch das Waldparkstück am Grimnitzsee aufgehoben und die Straße als Tharsanderweg benannt. | Götelstraße                                                                               |
| Gotenweg (Lage)                   | 0300                       | Goten, ostgermanischer Volksstamm | 1935                | Zwischen Blakenheideweg und Zur Haveldüne in der Siedlung Weinmeisterhöhe liegt die 1934 angelegte Straße, wie mehrere umliegende mit Namen von germanischen und slawischen Volksstämmen benannt. Sie gehörte vor 1945 zur märkischen Gemeinde Seeburg. Durch alliierte Vereinbarungen kam sie 1945 mit dem „Seeburger Zipfel“ zum britischen Sektor und damit zum Bezirk Spandau. | Gotenweg 17                                                                               |
| Graetschelsteig (Lage)            | 0190                       | Emil Graetschel († um 1924), Kaufmann, Spandauer Kommunalpolitiker                                                                                           | 1. Aug. 1965        | Der Grätschelweg geht gegenüber von Am Omnibushof von der Gatower Straße nach Osten ab. | Graetschelsteig                                                                           |
| Grässeweg (Lage)                  | 0230                       | Johann Georg Theodor Grässe (1814–1885), Bibliograf, Sagenforscher und Literaturhistoriker                                                                   | 11. Okt. 1955       | Die Straße zwischen Hettnerweg und Egelpfuhlstraße wurde 1951 im Gebiet Klosterfelde als Straße 525 angelegt und 1955 benannt. |                                                                                           |
| Grimnitzseeweg (Lage)             | 0120                       | führt zum Grimnitzsee | 13. Mai 1929        | Die vor ihrer Benennung als Straße 104 geführte Straße liegt zwischen Pichelsdorfer Straße und Tharsanderweg. |                                                                                           |
| Grimnitzstraße (Lage)             | 0170                       | Grimnitzsee, durch einen Wasserarm mit der Havel verbunden                                                                                                   | 1878                | Die Straße zwischen Pichelsdorfer Straße und Baumertweg wurde bereits 1873 an der Pichelsdorfer Straße angelegt und erhielt 1878 den Namen, weil sie in Richtung Grimnitzsee verläuft. | Grimnitzstraße 8                                                                          |
| Gruberzeile (Lage)                | 0310 (im Ortsteil)         | Otto von Gruber (1884–1942), Photogrammeter, Geodät | 8. Apr. 1964        | Die Gruberzeile liegt zwischen An der Karolinenhöhe und dem Wendehammer im Ortsteil. Sie setzt sich in Staaken fort. Die Ortsteilgrenze liegt von der Karolinenhöhe zunächst an der Südseite unter Ausschluss der Straßenbreite und wechselt auf halbem Weg zur Sandstraße an den Nordrand der Straße, sodass diese dann ebenfalls zum Ortsteil gehört. Hier liegende Straßen sind nach Fototechnikpionieren benannt. |                                                                                           |
| Havelchaussee (Lage)              | 1220 (im Ortsteil)         | Havel, rechter Nebenfluss der Elbe | ca. um 1925         | Die Havelchaussee liegt zwischen Elsgrabenweg und der Ortsteilgrenze an der Angerburger Allee im Ortsteil und setzt sich nach Süden in den Bezirk Charlottenburg-Wilmersdorf fort. Die Havelchaussee war insbesondere zu Zeiten der Berliner Mauer als Zufahrt zur Natur, Waldgebiet des Grundewaldes und Havelzugang, beliebt. Im Nachweiser für die Berliner Straßen von 1921 noch nicht enthalten ist sie auf der Karte vom Januar 1925 eingezeichnet und wird im amtlichen Straßenverzeichnis von 1925 erstmals erwähnt. |                                                                                           |
| Heerstraße (Lage)                 | 3220 (im Ortsteil)         | Heerstraße zur Döberitzer Heide | 1908                | Die Heerstraße liegt zwischen Stößenseebrücke und Sandstraße im Ortsteil. Im Osten setzt sie sich nach Westend und im Westen nach Staaken fort. Die Straße diente der Berliner Garnison als Verbindung zum Übungsgelände der Döberitzer Heide, deshalb auch zeitweise als Döberitzer Heerstraße benannt. Im Gebiet der Stadt Spandau war die Straße 1903–1911 unter Umgehung des Ortskerns angelegt und um 1908 als Heerstraße benannt worden. Angeblich hat Kaiser Wilhelm II. bei der Planung der Straße den Ausgangspunkt in Berlin und das Ziel in Döberitz auf einer Landkarte mit dem Lineal verbunden. Als die Straße 1911 feierlich dem Verkehr übergeben wurde, nahm Kaiser Wilhelm II. an diesem Staatsakt teil. | Heerstraße                                                                                |
| Heidereuterstraße (Lage)          | 0370 (im Ortsteil)         | Heidereuter, Aufseher der Magistratsheide | 14. Okt. 1910       | Die Wohnstraße mit guter Altbausubstanz und einigen Neubauten liegt zwischen Ruhlebener und Pichelswerder Straße im Ortsteil und setzt sich über letztere Straße nach Osten in Spandau fort. Zudem gehören die Grundstücke westlich und nördlich zum Nachbarortsteil. Die Heidereiter, die den Grunewald (Spandauer Heide) betreuten, wohnten zwischen 1696 und 1813 unweit der Ruhlebener Straße. Die Straße entstand bei der Bebauung des Stadtteils Stresow nördlich der Ruhlebener Straße aus einem Wiesenweg und war nach Bebauungsplan bis zur Benennung Straße 4a. Die Straße endet an der östlichen Seite für Autos als Sackgasse am Möbelhaus IKEA, es gibt einen Fußgängerdurchgang zur Ruhlebener Straße. Auf der Nordseite liegt die Kleingartenanlage „Am Schlangengraben“ zu der es einen Durchgang gibt. Die Straße endet an der östlichen Seite für Autos als Sackgasse am schwedischen Möbelhaus. Dort gibt es einen Fußgängerdurchgang zur Ruhlebener Straße. Auf dieser Straßenseite findet man neben einem Hotel auch den Eingang zur Pagode Linh Thuu. Am östlichen Ende kommt man durch eine kleine Parkanlage zur Grunewaldstraße und über eine Fußgängerbrücke zur Altstadt Spandau. |                                                                                           |
| Herulerweg (Lage)                 | 0220                       | Heruler, am Schwarzen Meer zum ersten Mal geschichtlich in Erscheinung tretender (ost)germanischer Stamm                                                     | 1935                | Zwischen Waräger- und Weingartenweg in der 1934 angelegten Siedlung Weinmeisterhöhe, die zu dieser Zeit zu Seeburg gehörte. 1945 kam das Gebiet des Seeburger Zipfels auf Grund alliierter Vereinbarungen durch Gebietsaustausch zum Bezirk Spandau und dem damaligen britischen Sektor. |                                                                                           |
| Hettnerweg (Lage)                 | 0380                       | Hermann Hettner (1821–1882), Literatur- und Kunsthistoriker                                                                                                  | 11. Okt. 1955       | Die Straße zwischen Ebersdorfer und Walzelstraße wurde 1951 im Gebiet Klosterfelde als Straße 517 angelegt und mit der Bebauung 1955 benannt. |                                                                                           |
| Hevellerweg (Lage)                | 0080                       | Heveller, westslawischer Volksstamm, Bewohner des Havellandes                                                                                                | 1935                | Die kurze Stichstraße geht südlich von Zur Haveldüne ab. Die Straße liegt in der 1934 angelegten Siedlung Weinmeisterhöhe, die bis 1945 zur märkischen Gemeinde Seeburg gehörte. Auf der Grundlage alliierter Vereinbarungen kam 1945 der „Seeburger Zipfel“ durch Gebietsaustausch zum britischen Sektor von Berlin und so zum Bezirk Spandau. |                                                                                           |
| Höhenweg (Lage)                   | 0370                       | verläuft auf der Weinmeisterhöhe | 1935                | Die Straße liegt beidseits als Sackgasse von Zur Haveldüne ab in der Siedlung Weinmeisterhöhe. Dieses Gebiet Weinmeisterhöhe gehörte bis 1945 zur märkischen Gemeinde Seeburg doch auf der Grundlage alliierter Vereinbarungen kam der „Seeburger Zipfel“ 1945 zum britischen Sektor und dem Bezirk Spandau. | Höhenweg 10                                                                               |
| Jaczostraße (Lage)                | 0910                       | Jaczo (12. Jhd.), Fürst der Sprewanen zu Köpenick | 16. Apr. 1909       | Am 16. April 1909 beschloss der Spandauer Magistrat, der Straße 42 den Namen Jaczostraße zu geben und am 26. Januar 1925 wurde ein Teil der Straße „Scharfe Lanke“ einbezogen. Die Straße liegt somit zwischen Heerstraße und Sandheideweg, sie geht hier als Sackgasse weiter zur Gatower Straße und endet vor dieser in einem Wendehammer. Hier liegt die Schule an der Haveldüne. | Jaczostraße · Schule an der Haveldüne                                                     |
| Jägerstraße (Lage)                | 0440                       | Jäger, eine Berufsbezeichnung | ca. um 1895         | Die Straße liegt zwischen Metzer Platz und Jordanstraße, jedoch zwischen der Sackgasse südlich der Weißenburger und der Adamstraße unterbrochen. Der Straßenname wurde amtlich damit begründet, dass früher von hier aus die Jagd in der Feldmark Spandau begonnen habe. | Jägerstraße                                                                               |
| Johannastraße (Lage)              | 0560                       | Johanna Lazarus, geborene Meyer (1840–1871), Gutsbesitzersgattin                                                                                             | 1888                | Die ruhige Wohnstraße, die überwiegend mit Einfamilienhäusern bebaut ist, liegt zwischen Seeburger und Lazarusstraße. Die Straße wurde im Jahr 1880 im Gebiet Klosterfelde auf einem Grundstück von Julius Lazarus, dem Besitzer des Amlienhofs, angelegt und 1888 nach dem Vornamen seiner ersten Frau benannt. Lazarus gründete zum Andenken an seine verstorbene Frau Johanna 1883 das Johanna-Stift an der Seeburger Straße. |                                                                                           |
| Jordanstraße (Lage)               | 0350                       | Jordan, Gastwirt und Grundbesitzer in Spandau | 1878                | Die Straße wurde 1873 von Jordan westlich der Pichelsdorfer Straße auf einem Gelände angelegt, welches sein Eigentum war. Sie liegt zwischen Pichelsdorfer Straße und Wachenheimer Weg. |                                                                                           |
| Kattfußstraße (Lage)              | 0605                       | Johann Christian Kattfuß (* 1761), Kommunalpolitiker, 1808–1815 Bürgermeister in Spandau                                                                     | 3. Okt. 1928        | Die Straße liegt zwischen Weinmeisterhornweg und Pfälzische Straße hieß im Bebauungsplan Straße 43a. Die Straße war bereits vor dieser Benennung angelegt. |                                                                                           |
| Keltererweg (Lage)                | 0580                       | Kelterer, Tätiger bei der Weinherstellung | 13. Mai 1929        | Die Straße zwischen Weinmeisterhornweg und Gatower Straße war nach Bebauungsplan Straße 108, wie umliegende Straßen steht der Name im Zusammenhang mit dem vormals hier betriebenen Weinanbau. | Keltererweg nach von der Gatower Straße her gesehen                                       |
| Kerstenweg (Lage)                 | 0090                       | Ferdinand Kersten (1849–1911), Bäcker, Kommunalpolitiker | 13. Mai 1929        | Die Straße zwischen Wilhelm- und Straßburger Straße wurde zusammen mit den 1928/1929 errichteten Wohnhäusern als Straße I angelegt, die 1929 benannt wurde. Kersten belieferte aus seiner Bäckerei alle Kasernen zwischen Spandau und Potsdam mit Brot. Nach einem Brand 1900 in der Backstube erkundigte sich Kaiser Wilhelm II. noch am selben Tag persönlich, ob die Brotlieferung an seine Soldaten gewährleistet sei. |                                                                                           |
| Konkordiastraße (Lage)            | 0360                       | Baugesellschaft „Concordia“ | 1890                | Der Baugesellschaft „Concordia“ gehörten größere Anteile des Baulands an dieser Straße zwischen Wever- und Sprengelstraße, die Gesellschaft ging 1892 in Konkurs. | Konkordiastraße                                                                           |
| Krowelstraße (Lage)               | 0620                       | Crowel, alter Havelarm vom Stresow zum Faulen See | 20. Mai 1937        | Die Straße zwischen Weißenburger Straße und Spandauer Burgwall gehörte anfangs zur Götelstraße und wurde 1937 nördlich der Schulenburgbrücke außerhalb des Burgwallgraben ausgegliedert und umbenannt. | Krowelstraße                                                                              |
| Krumme Gärten (Lage)              | 0230                       | Krumme Gärten, außerhalb der Stadt Spandau liegende alte Ansiedlung                                                                                          | 29. Jan. 1958       | Die Straße liegt zwischen Seeburger und Seecktstraße, hier lag die erstmals 1470 genannte Ansiedlung. |                                                                                           |
| Küfersteig (Lage)                 | 0260                       | Küfer, hier als Kellermeister | 3. Okt. 1928        | Die Straße zwischen Kelterer- und Weingartenweg trug beim Anlegen die Bezeichnung Straße 109. Die Namenswahl steht im Zusammenhang mit dem bis 1740 hier betriebenen Weinbau, der Küfer keltert und pflegt den Wein. |                                                                                           |
| Kuhnertstraße (Lage)              | 0200                       | Kuhnert, Gärtner in Spandau | 1878                | Gärtnermeister Kuhnert legte diese Straße 1873 für den Bau von Arbeiterwohnungen auf seinem Grundstück an, um zu ermöglichen. Die amtliche Namensgebung nach ihm erfolgte dann fünf Jahre später. Sie liegt zwischen Grimnitz- und Jordanstraße. |                                                                                           |
| Lankestrand (Lage)                | 0080                       | liegt an der Scharfen Lanke | 13. Mai 1929        | Die Straße zwischen Ruderer- und Schwimmerweg wurde als Straße D in Pichelsdorf parallel zum Ufer der seeartigen Ausbuchtung der Havel im Gebiet Pichelsdorf angelegt. |                                                                                           |
| Lazarusstraße (Lage)              | 0680 (im Ortsteil)         | Julius Lazarus (1834–1897), Grundbesitzer, Besitzer des Gutes Amalienhof                                                                                     | 18. Feb. 1955       | Das Straßenland der Lazarusstraße zwischen Päwesiner Weg bis Egelpfuhlstraße und der nördlich anliegende Bullengrabengrünzug gehören zum Nachbarortsteil Spandau. Im Ortsteil liegt die Südseite der Straße mit den Grundstücken 103–137 (ungerade). Lazarus ließ 1881 die Wohnsiedlung an der Gärtnerallee sowie 1883 das Johannastift anlegen. Die Straße liegt auf ehemaligen lazarusschen Grundstücken, auf denen auch die nach seiner ersten und nach seiner zweiten Ehefrau benannten Johanna- und Ulrikenstraße verlaufen. Die jetzige Straße war vorher Straße 514. Die seit dem 19. Jahrhundert in Spandau bestehende Lazarusstraße wurde am 16. Mai 1938 in Päwesiner Weg umbenannt wurde, da Lazarus Jude war. 1955 erfolgte als Akt der Wiedergutmachung die Neubenennung einer Straße im Klosterfelder Gebiet. Eine ruhige an der Südseite überwiegend mit Einfamilienhäusern bebaute Wohnstraße an deren Nordseite der Bullengraben und die KGA Lazarusstraße liegen. Der Wanderweg Nr. 20 (Bullengrabenweg), führt sieben Kilometer vom Bahnhof Spandau über die Lazarusstraße nach Staaken.                                                                                                  |                                                                                           |
| Lutoner Straße (Lage)             | 0810 (im Ortsteil)         | Luton, Industriestadt nördlich von London, seit 1959 Partnerstadt des Bezirks Spandau                                                                        | 1. Sep. 1973        | Die Lutoner Straße liegt im Bogen zwischen Baluschekweg und Carlo-Schmid-Platz im Ortsteil und wurde als Verbindungsstraße zwischen zwei Wohnsiedlungsgebieten in Klosterfelde neu angelegt. Zu Staaken gehören 40 Meter westlich vom Egelpfuhlgraben. |                                                                                           |
| Mahnkopfweg (Lage)                | 0340                       | Mahnkopf, alteingesessene Fischerfamilie in Pichelsdorf | 25. Aug. 1939       | Diese Stichstraße, nördlich von der Heerstraße abgehend, ist der 1939 umbenannte Teil der Dorfstraße, der durch die Heerstraße unterbrochen war. Der südliche Teil der Dorfstraße erhielt, wie bei der Bildung von Groß-Berlin üblich, durch Vorsatz von „Alt-“ vor dem Dorfnamen die Bezeichnung Alt-Pichelsdorf. |                                                                                           |
| Malschweg (Lage)                  | 0240                       | Adolf Malsch († 1895), Kassenverwalter und Stadtkämmerer der Stadt Spandau                                                                                   | 8. Nov. 1955        | Die Straße zwischen Wilhelmstraße und Stritteweg, weiter als Sackgasse trug vor ihrer Benennung die Bezeichnung Straße 469. |                                                                                           |
| Melanchthonplatz (Lage)           | 0140 × 100                 | Philipp Melanchthon (1497–1560), Theologe, der sich offen und nachhaltig zu Luther bekannte                                                                  | 1893                | Der Platz zwischen Wilhelm- und Adamstraße wurde nach der 1893 an der Wilhelmstraße erbauten Melanchthonkirche in Melanchthonplatz benannt. | Melanchtonplatz, Melanchtonkirche                                                         |
| Melanchthonstraße (Lage)          | 0260                       | Philipp Melanchthon (1497–1560), Theologe als Namensgeber der hiesigen Melanchthonkirche                                                                     | 1893                | Die neu angelegte bei der 1893 erbauten Melanchthonkirche beginnende Straße erhielt im selben Jahr den Namen Melanchthonstraße, sie liegt zwischen Adamstraße/Melanchthonplatz und Weverstraße. | Melanchtonstraße                                                                          |
| Metzer Platz (Lage)               | 0060 × 60 × 30 (dreieckig) | Metz, Hauptstadt des Départements Moselle in Lorraine (Lothringen), Frankreich                                                                               | 15. Dez. 2001       | Die Namensgebung ergibt sich aus der südlich begrenzenden Metzer Straße, den Platz begrenzen im Weiteren Pichelsdorfer und Jägerstraße. | Metzer Platz                                                                              |
| Metzer Straße (Lage)              | 0210                       | Die lothringische Stadt Metz gehörte zum Zeitpunkt der Benennung als Hauptstadt Lothringens zum Deutschen Reich                                              | 1900                | Von 1871 bis 1918 gehörte Metz als Hauptstadt Lothringens zum Deutschen Reich. Durch den Vertrag von Versailles kam es dann wieder an Frankreich. Die Straße zwischen Jägerstraße und Wilhelmstraße wurde 1900 angelegt und im selben Jahr benannt. | Metzer Straße                                                                             |
| Meydenbauerweg (Lage)             | 0210 (im Ortsteil)         | Albrecht Meydenbauer (1834–1921), Bauingenieur, Begründer der Photogrammetrie                                                                                | 27. Aug. 1963       | Im Ortsteil ist die Straße eine Sackgasse östlich der Sandstraße, der westliche Abschnitt der Straße liegt in Staaken. Die unter Einbeziehung der Straße 401 neu angelegte Straße wurde 1963 wie die umliegenden (vorwiegend zu Staaken gehörenden) Straßen nach einem Pionier der Fototechnik benannt. |                                                                                           |
| Paddlerweg (Lage)                 | 0130                       | Paddeln, Wassersportart | 13. Mai 1929        | Die Siedlungsstraße zwischen Am Pichelssee und Lankestrand war als Straße B geplant. |                                                                                           |
| Päwesiner Weg (Lage)              | 0510 (im Ortsteil)         | Päwesin, Gemeinde im heutigen Landkreis Potsdam-Mittelmark, Brandenburg                                                                                      | 16. Mai 1938        | Die Straße liegt zwischen Lazarusstraße und Seeburger Straße im Ortsteil, nach Norden verläuft sie nach Spandau bis zum Brunsbüttler Damm. Der vorherige Namensgeber Justizrat Lazarus der Straße war Jude so wurde die Lazarusstraße im Gebiet Klosterfelde 1938 von den Nazis in umbenannt. |                                                                                           |
| Pfälzische Straße (Lage)          | 0460                       | Pfalz ist eine Weinbaugegend | 13. Mai 1929        | Die zwischen Gatower und Wilhelmstraße liegende als Straße 41 geplante Straße südlich der Heerstraße wurde wegen des hier bis Mitte des 18. Jahrhunderts stattfinden Weinanbau mit Hinweis auf das pfälzische Weinanbaugebiet benannt. | Pfälzische Straße                                                                         |
| Pichelsdorfer Straße (Lage)       | 1670                       | Pichelsdorf, seit 1920 Ortslage des Bezirks Spandau | 1878                | Die Straße liegt als Hauptstraße zwischen Heer- und Wilhelmstraße. Der Pichelsdorfer Weg von Spandau her erhielt 1878 den Namen. Es ist eine der ältesten Straßen von Spandau, der Weg gilt gesichert bereits im 13. Jahrhundert als existent. 1894 entstand hier ein Straßenbahnhof, der bis 1962 bestand. Die mit dem gleichen Namen 1940 angelegte abzweigende Straße wurde am 1. August 1966 als Wachenheimer Weg ausgegliedert. | Pichelsdorfer Straße · Pichelsdorfer Straße                                               |
| Pichelswerderstraße (Lage)        | 0070 (im Ortsteil)         | Pichelswerder, Halbinsel zwischen Havel und Stößensee | 14. Okt. 1910       | Die Westseite der Straße zwischen Heidereuter- und Ruhlebener Straße mit dem Grundstück 26 (fortlaufend) liegt im Ortsteil, dieser Straßenabschnitt und der weitere Verlauf nach Norden bis zur Freiheit durch die Fernbahnstrecke hindurch liegt in Spandau. Die Straße im damaligen Spandauer Stadtteil Stresow (seit 1920: Ortslage Stresow) hieß nach Bebauungsplan vor der Namensvergabe Straße 5. Auf der östlichen Straßenseite stehen Industrie- und Bürobauten, die westliche Seite wird vom Garten der Pagode Linh Thuu und der Kleingartenanlage Am Schlangengraben begrenzt wird. |                                                                                           |
| Plathweg (Lage)                   | 0130                       | Ludwig Plath (1848–1921), Zimmermeister, Spandauer Stadtrat                                                                                                  | 17. Okt. 1959       | Die vorher hier liegende Straße war Am Südpark, da sie durch die Gartenkolonie Kietzer Feld unterbrochen wurde der südliche Abschnitt 1959 in Plathweg umbenannt. Die Straße geht so von der Pichelsdorfer Straße westwärts als Sackgasse nach Nordwesten schwenkend ab. | Plathweg                                                                                  |
| Platz der Weißen Rose Lage        | 090 × 50 × 50 (dreieckig)  | Weiße Rose, Widerstandsgruppe gegen die Diktatur des Nationalsozialismus                                                                                     | 15. Aug. 2020       | Eine dreieckige, knapp 1000 Quadratmeter große Rasenfläche (Straßenbegleitgrün) an der Wilhelmstraße 23 wurde auf gemeinsamen Antrag von SPD, Linken, Grünen und FDP per Beschluss der Spandauer Bezirksverordnetenversammlung 2018 zu einem Platz umgewidmet und erhielt am 15. August 2020 den Namen Platz der Weißen Rose. Der Platz liegt in unmittelbarer Nähe des Standorts des ehemaligen Kriegsverbrechergefängnisses Spandau, das 1987 nach dem Tod des letzten Häftlings, Rudolf Heß, abgerissen worden war. Die Bezirksversammlung wollte mit der Benennung ein „deutliches Zeichen gegen nationalsozialistisches Gedankengut“ setzen. |                                                                                           |
| Potsdamer Chaussee (Lage)         | 1230 (im Ortsteil)         | Potsdam, südliche Nachbarstadt von Spandau | 1849                | Die von Spandau nach Potsdam führende Landstraße wurde um 1850 befestigt und seit 1849 als Chaussee ausgewiesen. Der auf dem Gebiet der Stadt Spandau gelegene nördliche Straßenabschnitt erhielt 1897 den Namen Wilhelmstraße. So liegt die Straße im Ortsteil südlich der Heerstraße zwischen dem nördlichen und südlichen Auftreffpunkt der Berliner Stadtgrenze zu Engelsfelde (Gemeindeteil von Dallgow-Döberitz, Brandenburg). Westlich liegt ein Waldstreifen auf dem zwischen 1961 und 1989 die Mauer stand. Östlich befinden sich die vormaligen Rieselfelder Karolinenhöhe. Die Straße führt als B 2 südwärts nach Gatow und weiter nach Potsdam, hat sie den Status einer Bundesstraße. Vermutlich nach 1930 wurde eine kleine südliche Seitenstraße der Potsdamer Chaussee herausgelöst und Privatstraße genannt. Der südliche Abschnitt gehörte bis 1945 zum Kreis Osthavelland. Als einziger Zugang zum Flugplatz Gatow für die britische Besatzungsmacht in Berlin kam sie beim alliierten Gebietsaustausch zusammen mit dem angrenzenden Gebiet zum britischen Sektor und so zum Bezirk Spandau.                                                                                             |                                                                                           |
| Reclamweg (Lage)                  | 0080                       | Anton Philipp Reclam (1807–1896), Buchhändler und Verleger                                                                                                   | 1. Sep. 1973        | Die Straße wurde neu angelegt und benannt, eine Stichstraße ostwärts vom Blasewitzer Ring. |                                                                                           |
| Rodensteinstraße (Lage)           | 0740                       | Sagengestalt der Ruine Rodenstein im Odenwald | 13. Mai 1929        | Die als Straße 60 angelegte Rodensteinstraße liegt zwischen Gatower und Fahremundstraße. Die hiesigen Straßennamen nehmen Bezug zum vormaligen Weinbau in diesem Gebiet. Der Ritter von Rodenstein soll als großer Zecher seine Dörfer vertrunken und den Winzern die Weinkeller leergesoffen haben. Am 22. August 1936 wurde die westlich der Wilhelmstraße liegende Straße 65 einbezogen. |                                                                                           |
| Roedeliusweg (Lage)               | 0260                       | Wilhelm Adalbert Roedelius (1818–1877), Kommunalpolitiker in Spandau und Lichtenberg                                                                         | 21. Apr. 1932       | Die Straße 113 wurde 1932 nach dem Bürgermeister Roedelius benannt, während dessen Amtszeit 1852 die Städtische Sparkasse gegründet und 1857 die Errichtung einer Gasanstalt beschlossen wurde. Die Straße liegt zwischen Jaczostraße und Bollmannweg. | Roedeliusweg, Gnadenkirche                                                                |
| Rudererweg (Lage)                 | 0160                       | Ruderer, Wassersportler | 13. Jan. 1929       | Die Straße zwischen Am Pichelssee und Lankestrand hieß vorher Straße A und liegt parallel zu Schwimmer- und Paddlerweg, südlich der Seglerschule Spandau. |                                                                                           |
| Ruhlebener Straße (Lage)          | 1040 (im Ortsteil)         | Ruhleben, ehemaliger Gutsbezirk östlich von Spandau | 16. Apr. 1909       | Die Straße liegt im Ortsteil zwischen der Ortsteilgrenze entlang der Heidereuterstraße und Tiefwerderweg und dem Bahndamm der S-Bahnlinie zwischen Stresow und Pichelsberg. Eine Teilstrecke der Charlottenburger Chaussee, zwischen Teltower Straße und Heidereuter Straße sowie dem damaligen Charlottenburger Tor, wurde nach Magistratsbeschluss vom 16. April 1909 in Ruhlebener Straße nach dem benachbarten Gutsbezirk benannt. Ein weiterer Teil der Ruhlebener Straße, zwischen Teltower Straße und der Bezirksgrenze zu Charlottenburg, die ehemalige Straße 1, wurde nach dem 2. Weltkrieg in Ruhlebener Straße umbenannt. Der im Ortsteil Spandau gelegene heutige westliche Teil der Ruhlebener Straße, zwischen Heidereuter Straße und Klosterstraße, wurde nach dem Bau der Dischinger Brücke gebaut und 1956 zur Ruhlebenr Straße zubenannt. In ihrem Verlauf wechselt der zugeordnete Status des mittleren Abschnitts als sechsspurige zweibahnige Hauptstraße an der Kreuzung Teltower Straße auf die Charlottenburger Chaussee. Die Ruhlebenr Straße setzt sich erst hinter der Teltower Straße (auf der ehemaligen Straße 1) als nur noch zweispurige Anliegerstraße fort.               | Ruhlebener Straße                                                                         |
| Sandheideweg (Lage)               | 0460                       | Sandheide, hiesiges sandiges Flurstück | 13. Mai 1929        | Er liegt zwischen Gatower Straße und Weinmeisterhornweg und hieß vor der Benennung Straße 61. Die ersten Häuser wurden bereits 1921 gebaut. | Sandheideweg – Jaczostraße                                                                |
| Sandstraße (Lage)                 | 0490 (im Ortsteil)         | ehemalige Sandgruben in dieser Gegend | ca. um 1888         | Die Straße liegt im Ortsteil zwischen Gruberzeile und Blasewitzer Ring, jedoch die westlichen Grundstücke gehören zu Staaken. Der Name Sandstraße wurde um 1888 erstmals amtlich erwähnt kann aber schon lange vorher verwendet worden sein. Die Straße bestand anfangs aus zwei Abschnitte ohne direkte Verbindung. Am 1. August 1972 wurde der kleinere, nördliche Abschnitt in Leubnitzer Weg umbenannt. | Sandstraße                                                                                |
| Scharfe Lanke (Lage)              | 1330                       | Scharfe Lanke, Havelbucht | 16. Apr. 1909       | Die Straße liegt zwischen Jaczostraße und Weinmeisterhornweg, weiter als Sackgasse in den Süden am Weinmeisterhorn vorbei bis zum Übergang in die Promenade vor der Ortsteilgrenze zu Gatow. Die Straße verläuft dabei parallel zum Ufer der gleichnamigen Havelbucht. Am 26. Januar 1925 wurde der ostwärts um die Bucht führende Abschnitt im Norden als Bocksfeldstraße ausgegliedert und der zwischenliegende Straßenabschnitt am selben Tag in die Jaczostraße einbezogen. | Scharfe Lanke 57                                                                          |
| Schmidt-Knobelsdorf-Straße (Lage) | 0870                       | Heinrich Rudolf Gustav Schmidt von Knobelsdorf (1832–1909), Militär, 1888–1893 Kommandant von Spandau                                                        | ca. um 1900         | Der hier liegende durch die südlich des Brunsbütteler Damms liegenden Egelpfuhlwiesen führende und schon vor 1700 existierende Egelpfuhlweg wurde mit den Bebauungsplänen für diese Gegend um 1900 zwischen Seeburger und Wilhelmstraße in Schmidt-Knobelsdorf-Straße umbenannt, der restliche Teil wurde befestigt und zur Egelpfuhlstraße benannt. | Brooks-Barracks                                                                           |
| Schulenburgstraße (Lage)          | 0260 (im Ortsteil)         | Rudolf Wilhelm Graf von der Schulenburg auf Ramstedt (1860–1930), Politiker                                                                                  | 1911                | Die Schulenburgstraße liegt zwischen Ruhlebener Straße und Tiefwerder Weg im Ortsteil und führt durch Spandau hindurch an der Schulenburgbrücke wiederum in den Ortsteil. | Schulenburgstraße                                                                         |
| Schwimmerweg (Lage)               | 0090                       | Schwimmen, Wassersport | 13. Mai 1929        | Die Straße wurde im Bebauungsplan zu Pichelsdorf als Straße C bezeichnet, sie liegt zwischen Am Pichelssee und Lankestrand parallel zum Paddler- und Rudererweg. |                                                                                           |
| Seeburger Straße (Lage)           | 1300 (im Ortsteil)         | Seeburg, westliches Nachbargemeinde | 1857                | Die Seeburger Straße liegt zwischen Carlo-Schmid-Platz und Wilhelmstraße im Ortsteil. Im Norden grenzt Spandau zwischen Elsässer und Klosterstraße am Nordrand der Straße mit den Grundstücken 1–7 (fortlaufend). Die Straße auf der Trasse des historischen Weges von Spandau in das Nachbardorf Seeburg trägt seit 1857 diesen Namen. | Seeburger Straße 86a                                                                      |
| Seeburger Weg (Lage)              | 0370 (im Ortsteil)         | Seeburg, westliches Nachbardorf | 1857                | Die Straße mit Ein- und Mehrfamilienhäusern in teilweise ländlicher Umgebung liegt zwischen Blasewitzer Ring und Carlo-Schmid-Platz im Ortsteil. Im Süden grenzen 50 Meter am Westrand der Straße mit den Grundstücken 34 und 36 (gerade) zwischen Maulbeerallee und Grünzug den Nachbarortsteil Staaken. Die Straße auf der Trasse des historischen Weges von Spandau in das Nachbardorf Seeburg trägt seit 1857 diesen Namen. Durch umfangreiche bauliche Veränderungen hervorgerufen, wurde der Verlauf der Straße oftmals geändert, wobei ganze Teile aufgehoben wurden. Nach dem Aufbau der Rudolf-Wissell-Siedlung blieb nur noch der Abschnitt nördlich der Maulbeerallee erhalten, der noch die Bezeichnung Seeburger Weg trägt. Das Teilstück südlich der Heerstraße wurde am 1. Januar 1972 in Semmelländer Weg umbenannt. |                                                                                           |
| Seecktstraße (Lage)               | 0300                       | Hans von Seeckt (1866–1936), Militär und Politiker, 1920 bis 1926 Chef der deutschen Heeresleitung                                                           | 1. Dez. 1936        | Die Straße liegt zwischen Seeburger Straße und Krumme Gärten. Auf dem früheren Exerzierplatz wurde 1935 die neue Seeckt-Kaserne erbaut und die neue Straße 479 angelegt, die 1936 benannt wurde. |                                                                                           |
| Semnonenweg (Lage)                | 0250                       | Semnonen, germanischer Volksstamm | nach 1930           | Die Straße zwischen Zur Haveldüne und Herulerweg liegt in der Siedlung Weinmeisterhöhe, wo mehrere Straßen die Namen von Volksstämmen erhielten. Die Straße kam 1945 durch den alliierten Gebietsaustausch mit West-Staaken zum britischen Sektor und damit zu diesem Zeitpunkt zum Bezirk Spandau. |                                                                                           |
| Siemenswerderweg (Lage)           | 0760                       | Siemenswerder, Grundstück am südlichen Ende des Weges | 29. Jan. 1958       | Die Straße geht südwärts an der Heerstraße 184/185 (Pichelswerder-Süd) ab. Siemenswerder wurde von der Firma Siemens als Erholungsstätte für ihre Mitarbeiter ausgebaut, vorher war hier das Ausflugslokal „Königgrätzer Garten“. Die Straße geht südwärts an der Heerstraße 184/185 (Pichelswerder-Süd) ab und endet am Südende des westlichen Ufers von Pichelswerder. | Siemenswerderweg 65                                                                       |
| Sotzmannstraße (Lage)             | 0360                       | Daniel Friedrich Sotzmann (1754–1840), Geodät und Kartograf                                                                                                  | 16. Aug. 2010       | Die Straße liegt zwischen Seeburger und Schmidt-Knobelsdorff-Straße, zu ersterer aber nur als Fußweg durchgehend. Der Namensgeber der Straße wurde 1786 zum Geografen der Königlich Preußischen Akademie der Wissenschaften zu Berlin berufen, dort entstanden seine ersten Karten von Preußen und 1791 entwarf er seinen ersten Erdglobus. |                                                                                           |
| Spandauer Burgwall (Lage)         | 0040 (im Ortsteil)         | Lage der alten Burganlage aus dem 8. Jahrhundert | 9. Sep. 1931        | Die Straße liegt mit 50 Metern zwischen Pichelsdorfer und Krowelstraße im Ortsteil (Grundstück 1–3 ungerade) im folgenden Abschnitt bis zum Burgwallgraben gehören nur noch die Grundstücke 8 und 10 (gerade) am Südrand zum Ortsteil, nach Osten ist die Straße in Spandau weitergeführt. |                                                                                           |
| Sprengelstraße (Lage)             | 0220                       | Christian Konrad Sprengel (1750–1816), Pädagoge, Botaniker.                                                                                                  | 1. März 1912        | Die ruhige Wohnstraße mit Kiezprojekten und einigen Dienstleistern liegt zwischen Földerich- und Wilhelmstraße hieß vor der Benennung Straße 36. | Sprengelstraße                                                                            |
| Steinmeisterweg (Lage)            | 0770                       | Alexander Karl Peter von Steinmeister (1853–1929), Kommunalpolitiker                                                                                         | 11. Okt. 1955       | Die Straße 62 wurde 1932 angelegt und besiedelt und 1955 benannt. Der Namensgeber der Straße zwischen Weinmeisterhornweg und Heerstraße Steinmeister engagierte sich für die verkehrsmäßige Erschließung der Gebiete zwischen Spandau, Gatow und Kladow. Sein Projekt einer Bahnlinie von Spandau über Gatow und Kladow nach Potsdam wurde jedoch nicht verwirklicht. |                                                                                           |
| Stichstraße (Lage)                | 0090                       | nach der Straßensituation als Sackgasse | 1. Juni 1974        | Die Straße verläuft in der in den Jahren 1974–1976 errichteten Wohnsiedlung nördlich der Ruhlebener Straße als Sackgasse. |                                                                                           |
| Straßburger Straße (Lage)         | 0460 (im Ortsteil)         | Straßburg, elsässische Stadt, die mit dem Deutsch-Französischen Krieg bis 1918 zum Deutschen Reich kam                                                       | ca. um 1903         | Die Straße war ursprünglich als Verlängerung der Breiten Straße nach Süden vorgesehen. Das Straßenland und die Ostseite der Straße liegen in Spandau, zum Ortsteil gehören die westlichen Grundstücke zwischen Spandauer Burgwall und Ziegelhof. Die Benennung der Straße erfolgte zur Erinnerung an die Belagerung Straßburgs im Deutsch-Französischen Krieg 1870/1871. | Straßburger Straße                                                                        |
| Straße 270 (Lage)                 | 1040                       | nach Bebauungsplan nummeriert | 1945                | Die unbebaute Straße 270, inoffiziell als Birkenallee liegt zwischen der Potsdamer Chaussee (in Verlängerung der außerstädtischen Engelsfelder Chaussee) und der Gatower Straße am Nordrand des ehemaligen Rieselfeldes Karolinenhöhe hindurch. In diesem Gebiet, ehemals Rieselfelder der Stadt Charlottenburg, wurde 1945 zwischen den sowjetischen und britischen Alliierten der (vorher zu Engelsfelde gehörende) Seeburger Zipfel beim Austausch von Flugplatz Gatow und Weststaaken dem britischen Sektor Berlins zugeschlagen. So hatten die britischen Truppen freien Zugang von Spandau zu ihrem Militärflugplatz ohne sowjetisch kontrolliertes Gebiet zur queren. Mit dieser neuen Berliner Stadtgrenze wurde der (nun) Berliner Abschnitt der Engelsdorfer Chaussee mit dem Anschluss an die Gatower Straße zur Straße 270. |                                                                                           |
| Straße 467 (Lage)                 | 0070                       | nach Bebauungsplan nummeriert | bis 1929            | Die Straße 467 verlängert den südlichen Abschnitt der Fahremundstraße nach Westen zum Bereich der Grundschule am Amalienhof. |                                                                                           |
| Stritteweg (Lage)                 | 0100                       | Martin Stritte (1877–1963), Jurist, Kommunalpolitiker | 11. Nov. 1968       | Die Straße liegt zwischen Weinmeisterhornweg und Daberkowstraße. |                                                                                           |
| Teltower Straße (Lage)            | 0300                       | Teltow, südöstliche Nachbarstadt von Spandau | bis 1894            | Die Straße zwischen Ruhlebener Straße und Elsgrabenweg im damaligen Stadtteil Stresow ist ein Stück des ehemaligen alten Wegs, der durch den Grunewald nach Teltow führte und im 19. Jahrhundert allgemein als Teltower Weg bezeichnet wurde. Mit der Befestigung wird er 1894 erstmals Teltower Straße genannt. | Teltower Straße 18                                                                        |
| Tharsanderweg (Lage)              | 0270                       | Tharsander (1692–1765), Theologe, Schriftsteller mit Volkssagen                                                                                              | 1. Apr. 1972        | Die Straße liegt zwischen Pichelsdorfer Straße und Grimnitzseeweg, es ist der ehemalige südliche Abschnitt der Götelstraße, die hier durch eine Gartenanlage geteilt war, und 1972 den Namen Tharsanderweg erhielt. | Tharsanderweg                                                                             |
| Tiefwerderweg (Lage)              | 0340 (im Ortsteil)         | Tiefwerder, 1816 als Fischerdorf entstanden, nunmehr Ortslage                                                                                                | ca. um 1816         | Er liegt zwischen Ruhlebener Straße und Schwarzer Weg mit dem Straßenland und der Ostseite im Ortsteil, allerdings gehört die Westseite der Straße mit den zugehörigen Grundstücken zum Ortsteil Spandau. Zwischen Ruhlebener und Dorfstraße liegt die Zufahrtsstraße zur Gemeinde Tiefwerder durch Stresow und wird seit dieser Zeit Tiefwerderweg genannt. Die ehemalige Landgemeinde im Kreis Osthavelland entstand 1816 als Fischerdorf durch die Ansiedlung von 29 Fischern. Durch eine Feuersbrunst wurde die Siedlung am Spandauer Burgwall vernichtet. | Berlin-Wilhelmstadt Tefenwerderweg · Tefenwerderweg                                       |
| Ulmenstraße (Lage)                | 0270                       | Ulme, Laubbaum | 1890                | Die Straße liegt zwischen Földerich- und Wilhelmstraße und wurde 1890 im Gebiet der Wilhelmstadt als Erschließungsstraße für ein neues Bebauungsgebiet angelegt, wobei wohl Ulmen gepflanzt wurden oder waren. | Ulmenstraße                                                                               |
| Ulrikenstraße (Lage)              | 0560                       | Ulrike Lazarus, Gattin des Grundstückseigentümers Lazarus | 1890                | Die Straße zwischen Seeburger und Lazarusstraße ist ein 1860 ausgewiesener Weg im Gebiet Klosterfelde und wurde 1890 benannt. Ulrike war der Vorname der zweiten Frau von Justizrat Julius Lazarus, dem die dortigen Ländereien gehörten und der den Vorschlag für die Benennung unterbreitete. |                                                                                           |
| Wachenheimer Weg (Lage)           | 0230                       | Wachenheim an der Weinstraße ist ein Erholungsort bei Bad Dürkheim, Rheinland-Pfalz                                                                          | 1. Aug. 1966        | Die Straße geht gegenüber der Jordanstraße nach Osten von der Pichelsdorfer Straße als Sackgasse ab. Sie wurde 1940 seitlich der Pichelsdorfer Straße unter gleichem Namen angelegt und erhielt 1966 einen eigenen Namen. |                                                                                           |
| Walzelstraße (Lage)               | 0300                       | Oskar Franz Walzel (1864–1944), Literaturhistoriker | 20. Sep. 1966       | Vorher Straße 518 wurde 1966 die Straße zwischen Egelpfuhl- und Ulrikenstraße benannt. |                                                                                           |
| Warägerweg (Lage)                 | 0300                       | Waräger, aus Schweden stammende Wikinger | 1935                | Die Straße liegt zwischen Blakenheideweg und Zur Haveldüne in der Siedlung Weinmeisterhöhe. Der Warägerweg liegt im „Seeburger Zipfel“, der 1945 auf der Grundlage alliierter Vereinbarungen durch Gebietsaustausch zum britischen Sektor und zum Bezirk Spandau kam. |                                                                                           |
| Weingartenweg (Lage)              | 0330                       | nach dem bis 1740 hier betriebenen Weinanbau | ca. um 1935         | Die Straße zwischen Zur Haveldüne und Küfersteig in der Siedlung Weinmeisterhöhe liegt im Seeburger Zipfel, der 1945 auf der Grundlage alliierter Vereinbarungen zum Bezirk Spandau kam. |                                                                                           |
| Weinmeisterhornweg (Lage)         | 2090 (im Ortsteil)         | Landvorsprung in die Scharfe Lanke an der Havel | 9. Sep. 1931        | Der Weinmeisterhornweg liegt zwischen Ortsteilgrenze (in Höhe verlängerte Mareyzeile) und Scharfe Lanke im Ortsteil mit den Grundstücken 14–132 (gerade) und 1–163a (ungerade), nach Westen setzt er sich Staaken bis zur Heerstraße fort. | Weinmeisterhornweg Haus Vogel von Werner Düttmann                                         |
| Weißenburger Straße (Lage)        | 0770                       | Weißenburg im Unterelsaß an der Lauter, Frankreich. | 1895                | Die Straße liegt zwischen Götelstraße und Wilhelmstraße und hat zwischen der Picheldorfstraße und der Götelstraße Hauptstraßenfunktion zur Schulenburgstraße. Von 1878 bis 1895 Wagnerstraße benannt erfolgte die Umbenennung aus Anlass des 25. Jahrestags der Schlacht bei Weißenburg am 4. August 1870 im Deutsch-Französischen Krieg, die den ersten wichtigen Sieg der deutschen Truppen unter Kronprinz Friedrich Wilhelm von Preußen über die französischen Truppen unter McMahon und Douay brachte. | Weißenburger Straße · St. Wilhelmkirche                                                   |
| Wendenweg (Lage)                  | 0280                       | Wenden, Volksstamm der Westslawen | 1935                | Die Straße zwischen Zur Haveldüne und Wilzenweg liegt in der Siedlung Weinmeisterhöhe und als Teil des Seeburger Zipfels bei der Benennung zum Nachbarort. Durch den Gebietsaustausch der Alliierten 1945 kam die Straße zum Berliner Bezirk Spandau (zum damaligen Zeitpunkt britischer Sektor von Berlin). | Wendenweg 13–15                                                                           |
| Weverstraße (Lage)                | 0900                       | Franz Rudolf von Wever (1829–1896), Militär, Direktor der Geschützgießerei                                                                                   | 1878                | Die Straße liegt zwischen Götel- und Melanchthonstraße. Als Wever Direktor der Geschützgießerei war, baute der Militärfiskus in der Nähe der Pichelsdorfer Straße für die Arbeiter der Gießerei eine Wohnkolonie, in der diese Straße angelegt wurde. | Weverstraße 35 · Weverstraße                                                              |
| Wilhelmstraße (Lage)              | 2950                       | Wilhelm I. (1797–1888), Deutscher Kaiser, König von Preußen,                                                                                                 | 1897                | Die Wilhelmstraße liegt zwischen der Seeburger Straße und der Daberkowstraße, an der sie etwas südlicher in die Potsdamer Chaussee übergeht. Im südlichen Abschnitt gehört sie zur Bundesstraße 2, und der nördliche Abschnitt hat den Status einer Hauptstraße. Der nördliche Abschnitt der alten Potsdamer Chaussee zwischen der Karolinenhöhe und der Seeburger Straße wurde zusammen mit dem Ortsteil Wilhelmstadt 1897 aus Anlass des 100. Geburtstags von Kaiser Wilhelm I. in Wilhelmstraße umbenannt. Auf dem umfangreichen Kasernengelände befand sich bis 1987 das Kriegsverbrechergefängnis Spandau, das nach dem Tod von Rudolf Heß abgerissen wurde. Weiterhin wurde das Kasernengelände von den Britischen Alliierten als Smuts Barracks benutzt. Eine Fläche in Höhe des früheren Gefängnisses (Haus-Nr. 23, am Abzweig der Gatower Straße) wurde im August 2020 als Platz umgewidmet und Platz der Weißen Rose genannt. | Wilhelmstraße · Kriegsverbrechergefängnis 1951                                            |
| Wilzenweg (Lage)                  | 0330                       | Wilzen, historischer westslawischer Stammesverband | 1935                | Die Straße wurde 1935 in der Siedlung Weinmeisterhöhe, die damals zu Seeburg gehörte. Dieser Landstreifen, Seeburger Zipfel, wurde 1945 beim Gebietsaustausch zwischen der sowjetischen Zone und dem britischen Sektor von Berlin zum Bezirk Spandau eingegliedert, sodass diese Straße zwischen Zur Haveldüne und Wendenweg zum Ortsteil Wilhelmstadt kam. |                                                                                           |
| Winzerstraße (Lage)               | 0660                       | Winzer, Berufsbezeichnung im Weinbau | 10. Juli 1933       | Die Straße trug vor ihrer Benennung die Bezeichnung Straße 44 und wurde 1933 wie die umliegenden Straßen im vormaligen Weinbaugebiet passend zum Thema Wein benannt. Sie liegt zwischen Weinmeisterhornweg und Pfälzische Straße über die sie als Sackgasse weiterführt. |                                                                                           |
| Wörther Platz (Lage)              | 0100 × 100 × 60            | Wœrth, Stadt im Unterelsaß an der Sauer, Frankreich | ca. um 1900         | Der Platz südlich des Burgwallgrabens erhielt um 1900 den Namen Wörther Platz, weil von Süden kommend die Wörther Straße einmündet. Begrenzt wird der Platz von der Krowel- und der Brüderstraße. |                                                                                           |
| Wörther Straße (Lage)             | 0330                       | nach der Schlacht bei Wörth | ca. um 1898         | Die Straße liegt zwischen Betcke- und Krowelstraße. Im Deutsch-Französischen Krieg von 1870/1871 erkämpfte die 3. deutsche Armee von Preußen, Bayern und Württembergern in der Schlacht bei Wörth am 6. August 1870 den Zugang zu den Vogesen. | Wörther Straße                                                                            |
| Ziegelhof (Lage)                  | 0070 (im Ortsteil)         | nach der ehemaligen städtischen Ziegelei | 16. Apr. 1909       | Die Straße liegt mit den Grundstücken 2–6 (gerade) am Südrand zwischen Wilhelm- und Straßburger Straße. Es ist ein befestigter Fahrweg der sich ostwärts in Spandau bis an die Havel mit dem Havel-Radweg fortsetzt. Die Städtische Ziegelei lag mindestens seit 1676 bis in die 1730er Jahre auf einem Grundstücke an dieser heutigen Straße und wurde 1755 abgerissen. Vor der Benennung war es die Straße 26. |                                                                                           |
| Zimmerstraße (Lage)               | 0290                       | Zimmerer, Handwerker | 1893                | Zwischen der Pichelsdorfer und Wilhelmstraße wurde die Straße angelegt auf deren Gebiet zuvor der Zimmererplatz der Gebrüder Reinicke (nach denen die Brüderstraße ihren Namen erhielt). | Zimmerstraße                                                                              |
| Zur Haveldüne (Lage)              | 0400                       | Haveldüne, Geländeerhebung (Grundmoräne) am Weinmeisterhorn                                                                                                  | 1935                | Die Straße zwischen Gatower Straße und Höhenweg der Siedlung Weinmeisterhöhe gehörte zum Seeburger Zipfel, einem ostwärts nach Berlin herein reichenden Landstreifen, der durch den alliierten Gebietsaustausch gegen West-Staaken zur britischen Sektor von Berlin und den Bezirk Spandau kam. | Zur Haveldüne 2                                                                           |

- Karte mit allen Koordinaten:
- OSM |
- WikiMap

## Einige geplante und ehemalige Straßen
| Alte Namen                | von           | bis           | umbenannt                                      | Anmerkungen |
| ------------------------- | ------------- | ------------- | ---------------------------------------------- | --- |
| Am Winkel                 | 1919          | 1971          | aufgehoben                                     | Die Straße 100 zweigte rechtwinklig vom Friedensweg ab und lag in der im Jahre 1919 errichteten Holzhaussiedlung, mit deren Bau die große Wohnungsnot in der Stadt Spandau kurzfristig eingedämmt werden sollte. Beim Abriss Ende der 1960er Jahre entfiel die Straße. Seit 1974 befindet sich das Hallen- und Sommerbad an der Gatower Straße hier.                                                                                     |
| Birkenwäldchen            | vor 1929      | 13. Mai 1929  | → Genfenbergstraße                             | Hier lag ein Wäldchen mit diesem Namen, teilweise auch Am Birkenwäldchen genannt. Die nördlich des Grimnitzsees angelegte Straße 102 wurde so benannt. |
| Burgwall                  | 16. Apr. 1909 | 9. Sep. 1931  | → Spandauer Burgwall                           | Der alte Weg zur früheren Havelinsel Burgwall (nach einer Burganlage aus dem 8. Jahrhundert) wurde auch Burgwallweg genannt. Bei der Umbenennung im Jahre 1931 wurde noch der Bezirksname beigefügt, um Verwechslungen der Straßennamen nach der Zusammenfassung von selbstständigen Gemeinden zu Groß-Berlin zu beheben. |
| Döberitzer Heerstraße     | vor 1908      | um 1934       | → Heerstraße                                   | Die geradlinige Straße für die Berliner Truppen zum Übungsgelände Döberitzer Heide lag hier. Die 1906 aufgebaute Heerstraße wurde bis 1934 auf Spandauer Gebiet auch unter diesem Namen geführt. |
| Dorfstraße                | überliefert   | 25. Aug. 1939 | → Alt-Pichelsdorf → Mahnkopfweg                | Die Straße an der die Häuser des hiesigen Dorfes lagen. |
| Egelpfuhlweg              | vor 1700      | um 1900       | → Egelpfuhlstraße → Schmidt-Knobelsdorf-Straße | Egelpfuhl ist eine mehrere Jahrhunderte alte Flurbezeichnung und der hier verlaufende Feldweg wurde um 1900 mit dem Bebauungsplan im östlichen Abschnitt zwischen Seeburger und Wilhelmstraße als Schmidt-Knobelsdorf-Straße und im nordwestlichen Abschnitt in Egelpfuhlstraße benannt. |
| Friedensweg               | 9. Mai 1919   | um 1970       | aufgehoben                                     | Der Name in der Holzhaussiedlung im Gebiet der Wilhelmstadt wurde dem Frieden nach dem Ersten Weltkrieg für die Straße 99 gewidmet. Diese Notsiedlung wurde 1919 östlich der Gatower Straße wegen großer Wohnungsnot von der Stadt Spandau errichtet. Die Siedlung wurde Ende der sechziger Jahre einschließlich der Straße abgerissen und auf dem Gelände das Hallen- und Sommerbad am Südpark gebaut.                                  |
| Heimstättenhof            | 8. Apr. 1921  | 12. Aug. 1932 | → Ruhlebener Straße                            | Die hiesige Siedlungsbaugesellschaft „Heimstätten“ für die Arbeiterwohnung der Spandauer Geschützfabrik war namensgebend. Am 8. April 1921 beschloss der Spandauer Magistrat, dass die offizielle Straßenbezeichnung innerhalb der Siedlung der Heimstättengesellschaft an der Teltower Straße Heimstättenhof lauten soll. Da jedoch die gesamte Siedlung diesen Namen trägt, wurde die Straße 1932 in die Ruhlebener Straße einbezogen. |
| In den Weinbergen         | vor 1931      | 9. Sep. 1931  | → Weinmeisterhornweg                           | Vormals wurde in diesem Höhenzug südlich von Spandau Weinbau betrieben. Aus dem Straßenzug Weinmeisterhornstraße, Straße 46, In den Weinbergen und Stiftstraße im Gebiet der Wilhelmstadt wurde 1931 der Weinmeisterhornweg gebildet. |
| Lazarusstraße (vorherige) | 1878          | 16. Mai 1938  | → Päwesiner Weg                                | Die Straße war nach dem Besitzer des Amalienhofs benannt, der das Johannastift und die Arbeitersiedlung an der Gärtnerstraße anlegen ließ. Da er aber Jude war, wurde die Straße 1938 umbenannt. |
| Lübecker Straße           | 19. Feb. 1913 | 30. Okt. 1936 | → Ebersdorfer Straße                           | Die Straße 29 im Gebiet Klosterfelde wurde zunächst nach der Hansestadt Lübeck wegen Mehrfachbenennungen von Berliner Straßen dann 1936 umbenannt. |
| Pieperweg                 | 20. Aug. 1964 | 1980          | aufgehoben                                     | Der Zigarettenfabrikant Wilhelm Pieper (1857–1918) war von 1897 bis 1905 und von 1908 bis 1918 Stadtverordneter in Spandau. Eine Privatstraße erhielt 1964 seinen Namen wurde 1980 wieder aufgehoben. |
| Spichernstraße            | um 1911       | 1. Aug. 1966  | aufgehoben                                     | Spichern ist eine lothringische Gemeinde südlich von Saarbrücken. Am 6. August 1870 führte die Erstürmung der Spicherner Höhen im Deutsch-Französischen Krieg wegen taktischer Fehler zu schweren Verlusten am Beginn der deutschen Offensive. Die um 1911 benannte Spichernstraße in Wilhelmstadt wurde niemals ausgebaut und deshalb 1966 wieder aufgehoben.                                                                           |
| Stolzengraben             | 3. Okt. 1928  | 22. Juli 1960 | aufgehoben                                     | Der Stolzengraben war ein Wasserlauf zwischen Grimnitzsee und Scharfe Lanke, der verlandet ist. Die hier vorgesehene Straße 49 im Zuge dieses ehemaligen Grabens wurde nach ihm benannt, durch Grundstücksveränderungen wurde die Straße 1960 aufgehoben. |
| Teltower Landstraße       | vor 1900      | 9. Sep. 1931  | → Elsgrabenweg                                 | Der Name für die Straße vom Stresow in Richtung Teltow war schon seit Jahrzehnten gebräuchlich, ehe sie 1931 zusammen mit der Straße 4 umbenannt wurde. |
| Wagnerstraße              | 1878          | 1878          | → Weißenburger Straße                          | Wagner war Grundbesitzer und besaß westlich der Pichelsdorfer Straße Grundstücke, die er seit 1873 für den Bau von Wohnhäusern erschloss. Die Erschließungsstraße erhielt seinen Namen wurde aber 1895 aus Anlass des 25. Jahrestages der Schlacht bei Weißenburg im Deutsch-Französischen Krieg umbenannt. |
| Weinmeisterhornstraße     | 9. Mai 1919   | 9. Sep. 1931  | → Weinmeisterhornweg                           | Die Straße 47 im Spandauer Bebauungsplan zur Wilhelmstadt erhielt ihren Namen nach der Landzunge an der Havel. 1931 erhielt der gesamte Straßenzug einschließlich der Weinmeisterhornstraße den neuen dem Ausbauzustand entsprechenden Namen Weinmeisterhorn„weg“. |

## Weitere Örtlichkeiten von Wilhelmstadt
Im Ortsteil befinden sich im Süden größere Flächen der ehemaligen Rieselfelder Karolinenhöhe und entlang der Buchten der Havel befinden sich Wasser- und Grünflächen, die als Erholungsorte genutzt werden. Hinzu kommen die Gartenkolonien, von denen im Ortsteil (wie anderorts in Spandau) einige zu Wochenendsiedlungen umorganisiert und andere als Kleingartenanlagen nach dem Bundeskleingartengesetz ausgestaltet sind.

### Kleingartenanlagen und Wochenendsiedlungen
- Wochenendsiedlung „Birkeneck“ (Lage)
- Wochenendsiedlung „Bocksfelde-Alt“ (Lage), seit 6. November 1990 so benannt.
- Wochenendsiedlung „Bocksfelde-Neu“ (Lage), seit 6. November 1990 so benannt.
- Wochenendsiedlung „Dr. Pfuhl-Theunerkauf“ (Lage)
- KGA „Egelpfuhlwiesen“ (Lutoner Straße 55, Lage), Dauerkleingartenanlage[16] mit 133 Parzellen auf 39.360 m² landeseigener Fläche, einschließlich der Anlage Grünlandbere.
- Wochenendsiedlung „Grimnitzsee“ (Lage)
- KGA „Hasenheide“ (Schmidt-Knobelsdorf-Straße 12–17, Lage), Dauerkleingartenanlage (I, II, III) mit 164 Parzellen auf 64.897 m² und mit Anlage IV[17][18] 36 Parzellen und zwölf Dauerbewohnern auf 6.306 m² landeseigener Pachtfläcue.
- KGA „Heerstraße“ (Heerstraße 352–360, Lage), Dauerkleingartenanlage[16] mit 91 Parzellen (vier Dauerbewohner) auf 47.270 m² privater Pachtfläche.
- KGA „Karolinenhöhe“ (Wilhelmstraße 82–85, Lage), Dauerkleingartenanlage[19] mit 112 Parzellen (3 Dauerbewohner) auf 41.390 m² auf Privatland.
- KGA „Kietzer Feld“ (Jordanstraße 29–37, Lage), Dauerkleingartenanlage[16] mit 26 Parzellen auf 9.306 m² Privatland.
- KGA „Kirchengelände“ (Heerstraße 355–359, Lage), Dauerkleingartenanlage[19] mit 31 Parzellen (1 Dauerbewohner) auf 15.272 m² Privatland.
- Wochenendsiedlung „Margareteninsel“ (Lage)
- Siedlung Pichelswerder-Süd (Lage) liegt auf einer Fläche von 550 × 90 Meter als amtlich bezeichnetes Grundstück 498 Z (fortlaufend) als flächiges Grundstück am östlichen Ufer des Pichelssees und der Havelschlenke.
- Wochenendsiedlung „Sonnental“ (Lage)
- KGA Tiefwerderbrücke (Tiefwerder Weg 20/21, Lage), Dauerkleingartenanlage[17] mit 76 Parzellen auf 27.636 m² landeseigenem Land.
- KGA „Tiefwerderwiesen“ (Tiefwerder Weg 2–4, Lage), Dauerkleingartenanlage[19] mit 23 Parzellen auf 7.634 m² privatem Pachtland.
- Wochenendsiedlung „Weinbergsweg“ (Lage)
- Wochenendsiedlung „Weinmeistergarten“ (Lage)
- Wochenendsiedlung „Weinmeisterhorn“ (Lage)

### Parks und Grünflächen
- Südpark mit Südparkteich (Lage) auf 12,6 Hektar Grün- und Wasserfläche[4]
- Egelpfuhlwiesen (Lage), südlich der Lutoner und Schmidt-Knobelsdorff-Straße (ohne KGA und bewirtschaftetes Gebiet)
- Gewerbepark, ehemals Smuts Baracks der britischen Streitkräfte (Lage), westlich der Wilhelmstraße bis zur KGA Hasenheide
- Gewerbepark und Sportgelände, ehemalige Wavell-Baracks der britischen Streitkräfte (Lage), westlich der Wilhelmstraße zwischen Seekt- und Schmidt-Knobelsdorff-Straße
- ehemaliges Rieselfeldgelände im Ortsteil (Lage), zwischen Gatower und Wilhelmstraße, Straße 270 und Ortsteilgrenze auf 89,2 Hektar
- Tiefwerderwiesen (Lage)
- Freiheitswiesen (Lage), nach der naheliegenden Freiheit benannt
- Pichelswerder (Lage), mit GASAG-Erdgasspeicher und Hundeauslaufgebiet